# Marija Tolčif
Elizabet Marija „Beti” Tolčif (Osejdž porodično ime: Ki He Kah Stah Tsa; 24. januar 1925 – 11. april 2013) bila je američka balerina. Ona se smatra američkom prvom velikom prima balerinom, i bila je prva autohtona Amerikanka koja je držala taj rang.
Skoro od rođenja, Tolčif se bavila plesom, počevši sa formalnom nastavom u trećoj godini. Kada joj je bilo osam godina, njena porodica se preselila iz rodne kuće u Ferfaksu u Oklahomi u Los Anđeles u Kaliforniji da bi ona i njena mlađa sestra Mardžori imale bolje mogućnosti za razvoj baletske karijere.
Sa 17 godina preselila se u Njujork Siti u potrazi za pozicijom u velikoj baletskoj kompaniji, a po nagovoru svojih nadređenih uzela je umetničko ime Marija Tolčif. Sledećih pet godina provela je sa Ruskim baletom de Monte Karlo, gde je upoznala legendarnog koreografa Džordža Balančina. Kada je Balančin 1946. godine kao jedan od osnivača formirao ono što će postati Njujork Siti balet, Tolčif je postala prva zvezda kompanije.

## Detinjstvo i mladost
Tol Čif, poznata kao „Beti Marija” prijateljima i familiji, rođena je u Ferfaksu u Oklahomi 24. januara 1925, od oca Aleksandera Džozefa Tol Čifa (1890–1959), pripadnika Osejdž nacije, i njegove žene, Rut (devojački Porter), škotsko-irskog porekla. Porter je upoznala Tol Čifa, udovca, dok je posećivala svoju sestru, koja je bila kućna pomoćnica njegove majke u to vreme.
Tolčif je imala petoro srodnika, tri iz prvog braka njenog oca sa imigrantikinjom nemačkog porekla: Aleksander; Francis (1913–1999) i Tomas (1919–1981), koji je igrao fudbal za Univerzitet Oklahome, i koga su zatim regrutovali Pitsburški stilersi; Gerald (1922–1999), koji je bio povređen u detinjstvu kada ga je u glavu udario konj, nakon čega nikad nije povratio normalne kognitivne funkcije. Njena sestra Mardžori, takođe talentovana balerina, bila je Rutino drugo dete i najbolji prijatelj Beti Marije.

## Smrt i zaostavština
U decembru 2012, Tolčif je polomila svoj kuk. Umrla 11. aprila 2013 od komplikacija proizašlih od te povrede.
Tolčif se smatra prvom značajnom američkom prima balerinom, i ona je bila prva authohtona Amerikanka koja je imala taj rang. Do smrti je ostala usko vezana za svoje Osejdž nasleđe, govoreći protiv stereotipa i zabluda o Indijancima u mnogim prilikama. Tolčif je bila aktivna u radu besprofitne organizacije Amerika za indijanske prilike i bila je direktorka Nagrade indijanskog veća za dostignuća. Ona i njena sestra Mardžori su pripadnice grupe od pet autohtonih američkih baletskih igračica iz Oklahome rođenih tokom 1920-ih. Ona je želela da bude zapamćena samo po svojim plesnim zaslugama. „Iznad svega, želela sam da me ocenjuju kao prima balerinu koja se slučajem Indijanka, a ne kao nekoga ko je bio američka indijanska balerina”, on je napisala.
Tolčif je Njujork Tajms nazvao „jednom od najbriljantnijih američkih balerina 20. veka”. Prema Vederu, ona je „popločala put plesačima koji nisu bili u tradicionalnom kalupu baleta ... bila je presudna u razbijanju stigme.” Nakon što je Marija preminula, Žak Amboaz je napomenuo: „Kad ste mislili o ruskom baletu, to je bila Ulanova. Za engleski balet, to je bila Fontejn. Za američki balet, to je bila Tolčif. Ona je bila sjajna na najveličanstveniji način.” Tajm je napomenuo „od svih balerina prošlog veka, malo je ostvarilo umetnost Marije Tolčif, vid svesnog sna, maštanja sa kičmom.”
Ona je zaslužna za „[razbijanje] etničkih barijera” i bila je među prvim Amerikankama koja su uspele na polju koje su dugo dominirali Rusi i Evropljani. Osvrćući se na svoju karijeru, Tolčif je napisala „Bila sam usred magije, u prisustvu genija. I hvala Bogu da sam to znala.”

### Počasti
U Oklahomi, guverner je odlikovao Mariju za njena baletska dostignuća i zbog njene ponosne reprezentacije svog američkog indijanskog nasleđa. Zakonodavno telo je proglasilo 29. jun 1953. godine „Danom Marije Tolčif”. Ona je jedna je od četiri indijanske balerine prikazane u „Letu duša”, muralu u zgradi Oklahomskog kongresa. Tolčif je subjekat jedne od bronzanih statua u prirodnoj veličini pod nazivom Pet Mesečeva, koje se nalaze kod Istorijskog društva Talsa. Osejdž nacija ju je počastvovala titulom „Princeza Va-Kste-Tomba” („Žena dva sveta”).
Tolčifeva je 1996. dobila priznanje Centra Kenedi za životno delo. Njena biografija Kenedijevog centra navodi da je Tolčif bila „inspiracija i živi izraz najboljeg što su [Sjedinjene Države] dale svetu. Njen individualizam i njen genij su se spojili da stvore jedno od najvitalnijih i najlepših poglavlja u istoriji Američkog plesa.”
Tolčifova je primljena u Nacionalni hol slavnih žena i dva puta je proglašena „Ženom godine” od strane Vašington pres kluba. Ona je dva puta je bila na listi godišnjih nagrada Plesačkog magazina. Časopis je objasnio priznanje iz 1960. godine: „[Tolčif je] zvezda sa zaista američkim ukusom, čije su karakteristike elegancija, sjaj i skromnost ... [dale] ugledan doprinos nedavnoj kulturnoj misiji Američkog baletnog pozorišta u Evropi i Rusiji.” Tolčifovoj je 1999. godine američko Nacionalno udruženje umetnosti dodelilo Nacionalnu medalju za umetnost. Ona je 2011. godine dobila je nagradu „Istorijskog muzeja Čikaga” za izuzetni doprinos izvođačkoj umetnosti. 
Godine 2006, Metropolitanski muzej umetnosti odao je posebnu počast Mariji Tolčif pod nazivom „Priznanje baletu velike Marije Tolčif”, pri čemu je ona zvanično proglasila Keneta von Hajdeka svojim protežeom.
U 2018. godini Tolčif je postala jedna od prvih koji su primljeni u Hol slavnih autohtonih Amerikanaca.
Dana 13. novembra 2020. napravljen je Gugl dudl logotip u njenu čast.
Tolčifovoj se trenutno odaje počast na kovanici američke ženske četvrtine dolara. Četvrtina, koju je dizajnirao Bendžamin Sovards, a izvajao Džozef Mena, prikazuje je na poleđini naspram prikaza Džordža Vašingtona koji je izvajao Laura Gardin Frejzer. Ona se takođe pojavljuje na Sakadževija dolaru iz 2023.

## Literatura
- Brittan, Shawnee; Champlin, Joanna; Bingham, Drake (2000). En pointe : the lives and legacies of ballet's Native Americans. ©2000.
- Livingston, Lili Cockerille (1997). American Indian ballerinas. Norman, Okla. : University of Oklahoma Press. ISBN 9780806128962.

## Spoljašnje veze
- Sherlock, Barbara (5. 6. 2004). „Henry D. Paschen Jr., 77”. Chicago Tribune. Архивирано из оригинала 15. 04. 2013. г. Приступљено 16. 4. 2013.